# Gai, marions-nous
Pour plus de détails, voir Fiche technique et Distribution.
Gai, marions-nous (Always Together) est un film américain réalisé par Frederick de Cordova, sorti en 1947.

## Fiche technique
- Titre : Gai, marions-nous
- Titre original : Always Together
- Réalisation : Frederick de Cordova
- Scénario : I. A. L. Diamond, Phoebe Ephron et Henry Ephron
- Production : Alex Gottlieb
- Société de production : Warner Bros.
- Musique : Werner R. Heymann
- Photographie : Carl E. Guthrie
- Effets visuels : Edwin B. DuPar
- Montage : Folmar Blangsted
- Pays d'origine : États-Unis
- Format : Noir et blanc - 1,37:1 - Mono
- Genre : Comédie
- Durée : 78 minutes
- Date de sortie : 1947

## Distribution
- Robert Hutton : Donn Masters
- Joyce Reynolds : Jane Barker
- Cecil Kellaway : Jonathan Turner
- Ernest Truex : M. Timothy J. Bull, avocat
- Don McGuire : McIntyre, reporter
- Ransom M. Sherman : Juge
- Douglas Kennedy : L'avocat Doberman
- Errol Flynn : Lui-même (scènes effacées)
- Eleanor Parker : Elle-même (scènes effacées)

Acteurs non crédités :
- Humphrey Bogart : Lui-même
- Jack Carson : Lui-même
- Creighton Hale : Eric, le maître d'hôtel
- Sam Harris : Docteur
- Charles Jordan : Chauffeur de taxi
- Robert Lowell : Reporter
- Hank Mann : Pedestrian Bystander
- Philo McCullough : Petit rôle
- Dennis Morgan : Lui-même
- Janis Paige : Elle-même
- Alexis Smith : Elle-même
- Paul Stanton : Dr Peters
- Leo White : Décorateur
- Frank Wilcox : L'avocat de Donn